# Bukovina u Přelouče
Bukovina u Přelouče település Csehországban, a Pardubicei járásban. Bukovina u Přelouče Turkovice, Hošťalovice, Podhořany u Ronova és Holotín településekkel határos. Lakosainak száma 87 fő (2024. január 1.).

## Népesség
A település lakosságának változását az alábbi diagram mutatja:
| Lakosok száma | 214  | 185  | 162  | 109  | 78   | 69   | 69   | 83   | 88   | 87   |
|               | 1869 | 1900 | 1921 | 1961 | 1980 | 2011 | 2016 | 2019 | 2021 | 2024 |